# Deudorix lorisona
Deudorix lorisona is een vlinder uit de familie van de Lycaenidae. De wetenschappelijke naam van de soort is voor het eerst geldig gepubliceerd in 1863 door William Chapman Hewitson.

## Verspreiding
De soort komt voor in Senegal, Gambia, Guinee-Bissau, Guinee, Sierra Leone, Liberia, Ivoorkust, Ghana, Togo, Benin, Nigeria, Kameroen, Equatoriaal Guinea, Sao Tomé en Principe, Gabon, Congo-Brazzaville, Centraal Afrikaanse Republiek, Congo-Kinshasa, Zuid-Soedan, Ethiopië, Oeganda, Kenia, Burundi, Tanzania, Angola, Zambia, Malawi, Mozambique en Zimbabwe.

## Waardplanten
De rups leeft op verschillende soorten van de familie van de sterbladigen (Rubiaceae): Coffea sp., Galiniera saxifraga, Keetia sp., Mussaenda arcuata, Rothmannia fischeri en Rutidea sp..

## Ondersoorten
- Deudorix lorisona lorisona (Hewitson, 1863) (Guinee, Sierra Leone, Liberia, Ivoorkust, Ghana, Togo, Benin, Nigeria, Kameroen, Equatoriaal Guinea, Sao Tomé en Principe, Gabon, Congo-Brazzaville, Centraal Afrikaanse Republiek, Congo-Kinshasa, Angola)
  - = Myrina bimaculata Hewitson, 1874
  - = Deudorix alticola Aurivillius, 1923
- Deudorix lorisona abriana Libert, 2004 (Senegal, Gambia, Guinee-Bissau, Guinee)
- Deudorix lorisona baronica Ungemach, 1932 (Congo-Kinshasa, Zuid-Soedan, Ethiopië, Oeganda, Kenia, Burundi, Tanzania)
  - = Virachola rutshuruensis Berger, 1981
- Deudorix lorisona coffea Jackson, 1966 (Congo-Kinshasa, Kenia, Tanzania, Angola, Zambia, Malawi)
- Deudorix lorisona sesse Stempffer & Jackson, 1962 (Oeganda)